# Cacula
Cacula és un municipi de la província de Huíla. Té una extensió de 3.445 km² i 128.411 habitants segons el cens de 2014. Comprèn les comunes de Cacula, Chicuaqueia, Chituto i Viti-Vivale. Limita al nord amb el municipi de Quilengues, a l'est amb els municipis de Caluquembe i Quipungo, al sud amb el municipi de Chibia, i a l'oest amb el municipi de Lubango. Fou creat el 16 d'agost de 2011.